# País de nieve
País de nieve (雪国 (Yukiguni?) es la primera novela del escritor japonés Premio Nobel de Literatura Yasunari Kawabata. El autor comenzó a escribirla en 1935 y, después de descartar diversos finales y publicarla de forma fragmentaria durante los dos años siguientes, publicó la versión definitiva en 1948.

## Argumento
Shimamura regresa durante tres inviernos a la región más fría del país atraído por la belleza de la estación y el tradicional estilo de vida. Pero vuelve especialmente por Komako, una joven aprendiz de geisha que conoció en un viaje anterior. Él es un hombre rico, de mediana edad, experto en ballet occidental, aunque jamás ha visto uno con sus propios ojos, que intenta escapar de su matrimonio sombrío y de su vida en Tokio. Ella, una bellísima mujer vulnerable, que madura ante los ojos de su amante. 
El amor apasionado que Shimamura despierta en Komako le plantea un dilema: incapaz de corresponderlo, pero a la vez fascinado por su intensidad, optará por repetir y prolongar su estadía en las termas aprovechando la distancia perfecta que le ofrece la relación huésped-geisha. Un tercer personaje, la misteriosa Yoko, teje su destino al de la pareja, con el blanco de la nieve como trasfondo y presencia continua.

## El título
País de nieve es la traducción literal del título japonés «Yukiguni». El nombre procede del lugar donde transcurre la historia, la actual prefectura de Niigata, a donde llega Shimamura en tren a través de un largo túnel bajo las montañas entre las prefecturas de Gunma (Kozuke no kuni) y Niigata (Echigo no kuni). Situada al pie de las montañas, en la cara norte, esta región de la isla de Honshu recibe gran cantidad de nieve durante el invierno debido a los vientos helados que bajan de Siberia a través del Mar del Japón. Los vientos procedentes de Siberia acumulan humedad sobre el mar y la dejan caer en forma de nieve cuando se encuentran con las montañas del Japón. La costa occidental de la isla de Honshu es la región donde más nieva: desde diciembre hasta mayo los caminos están cerrados, sólo funcionan los ferrocarriles y la nieve llega a alcanzar los cuatro metros. Para los habitantes de la isla la nieve representa largos e inclementes inviernos y una separación con el resto del mundo hasta la llegada de la primavera. La novela transmite la atmósfera de frío y soledad sugerida por el título.

## Proceso de composición de la novela
Kawabata publicó País de nieve como una novela corta en una revista literaria en 1935. Siguió escribiendo posteriormente sobre los personajes y retocando la obra, a la que dio un final distinto, hasta publicarla de nuevo en 1937. Kawabata retomó la novela después de un período de tres años, añadiendo otra vez nuevos capítulos. De nuevo la publicó en dos revistas diferentes en 1940 y en 1941. Posteriormente, reescribió las últimas partes, fusionándolas en una sola pieza, que fue publicada en 1946. Finalmente, después de añadir un nuevo apartado en 1947, la novela se publicó en 1948 en su forma definitiva.